# Спални места
„Спални места“ е българска поп пънк група.

## История
Група „Спални места“ е създадена в София от Кубрат Аргилашки (вокал и китара), Тодор Петров (бас китара и беквокал), и „Мухата“ (барабани), заменен през 2018 година от Борис Божилов (барабани и вокал). Името им „Спални места“ е измислено от Кубрат и Тодор, и произлиза от факта, че когато са били 12-и клас често се напивали по купони и намирали най-различни места, където да спят.
Първият им трак е коледната песен „Сам вкъщи 4 (бг аудио)“. Скоро след това пускат протестната песен „Скейт и белезници“, посветена на протестите пред Националния дворец на културата против забраната на каране на скейтборд. 2020 година издават първи албум „Гадже, гадже, бивша“, съставен от 9 трака. „Изкарай си добре“, „Анти-секс“, „Подмокрих се снощи (ела ми на гости)“, и „Не искам да се влюбвам“ са придружени от музикални видеа. През 2021 година издават втори албум „Прагматично тъжен“, съставен от 8 трака и записан на лента. „Power couple//Prav ti putya“ и „uwu.mp3“ имат музикални видеа.
В края на лятото на 2022 година осъществяват турне „Тур за културата“, което минава през София, Бузлуджа, Бургас, Варна и Добрич. През ноември 2022 пускат песента „Образцов дом“ с участието на Кристофър Уайт. През януари 2023 година издават песента „Още една“ с участие на RIA. През февруари пускат съвместно с рапърът „Секта“ песента „Американски пай“ , като по този случай осъществяват мини турне във Варна и Бургас.

## Дискография
- 2018 – „Сам вкъщи 4 (бг аудио)“
- 2019 – „Скейт и белезници“
- 2020 – „Гадже, гадже, бивша“ (дългосвирещ запис)
- 2021 – „Прагматично тъжен“ (дългосвирещ запис)
- 2022 – „Образцов дом“
- 2023 – „Още една“
- 2023 – „Американски пай“
- 2024 – „Спални места“